# E-hulhul
E-hulhul (sum. é.ḫúl.ḫúl, tłum. „Dom, który daje radość”) – ceremonialna nazwa świątyni boga Sina w mieście Harran.
Ze źródeł pisanych wiadomo, że prace budowlane przy tej świątyni prowadzili asyryjscy władcy Salmanasar III 858-824 p.n.e.) i Aszurbanipal (669-627? p.n.e.), a także babiloński król Nabonid (556-539 p.n.e.).